# Prosopis glandulosa
A Prosopis glandulosa a hüvelyesek (Fabales) rendjébe, ezen belül a pillangósvirágúak (Fabaceae) családjába és a mimózaformák (Mimosoideae) alcsaládjába tartozó faj.

## Előfordulása
A Prosopis glandulosa eredeti előfordulási területe az Amerikai Egyesült Államok délnyugati része és Mexikó legnagyobb része. Természetes állapotban Kansas déli részétől Kelet-Texasig, valamint Kalifornia déli részén, Arizonában és Sonora mexikói államban található meg. A Sonora-sivatag növénytársulásainak egyik szereplője.
A Karib-térségbe, Afrika egyes térségeibe, Dél- és Délkelet-Ázsiába, valamint Ausztráliába betelepítette az ember.

## Változatai
- Prosopis glandulosa var. prostrata Burkart
- Prosopis glandulosa var. torreyana (L.D.Benson) M.C.Johnst.

## Megjelenése
Ez a hüvelyesnövény egy kisebb vagy közepes termetű cserje vagy fa. Általában 6,1-9,1 méter magas, de néha akár 15 méter magasra is megnőhet. A levélszáron, a levélkéi átellenesen, tollszerűen helyezkednek el. A kétszer szárnyasan összetett levelei nagyok és lelógok. A virágai világos sárgák, és virágzatokba rendeződnek; márciustól novemberig virágzik. A termései, sárga vagy világoszöld hüvelyek. A magvai a pikkelyes fogasfürj (Callipepla squamata) egyik fő táplálékforrását képezik. A Prosopis glandulosa termésével és magával a növénnyel is, az Odocoileus-fajok, az örvös pekari (Pecari tajacu), a prérifarkas (Canis latrans) és a nyulak táplálkoznak.

## Felhasználása
Ezt a cserjefajt a Föld számos részén dísznövényként ültették, azonban hamarosan inváziós fajnak bizonyult. A Természetvédelmi Világszövetség (IUCN) a 100 leginváziósabb fajok közé sorolja. Ehhez az is hozzájárul, hogy a legelő háziállatok szívesen fogyasszák a hüvelyesterméseit, aztán az ürülékükkel szétszórják a legelőkön a magokat. Ha kivágják ezt a fát, a növény nem pusztul el, hanem újabb törzseket növeszt a csonkból.
Az amerikai bennszülöttek ételként, orvosságként, tüzelőanyagként, nyílhegyként és egyéb fegyverek készítéséhez használták fel. A növény tüskéivel, illetve hamujával, tetoválásokat készítettek a testükre. Fontos táplálékforrás volt számukra, mivel a száraz évszakban is hoz termést.

### Fordítás
- Ez a szócikk részben vagy egészben  a   Prosopis glandulosa című angol Wikipédia-szócikk ezen változatának fordításán alapul.  Az eredeti cikk szerkesztőit annak laptörténete sorolja fel. Ez a jelzés csupán a megfogalmazás eredetét és a szerzői jogokat jelzi, nem szolgál a cikkben szereplő információk forrásmegjelöléseként.